# Ivan Kamenec
Ivan Kamenec (* 27. srpna 1938, Nitra) je slovenský historik a vysokoškolský pedagog.

## Život
V roce 1961 ukončil studium na Filosofické fakultě Univerzity Komenského v Bratislavě. V současné době pracuje jako historik na Historickém ústavu Slovenské akademie věd v oddělení novodobých dějin, které se zaměřuje na základní výzkum slovenských a částečně všeobecných dějin v letech 1918–1945. Ivan Kamenec je autorem šesti knih z období druhé světové války a z období mezi dvěma světovými válkami ve střední Evropě. Spolupracoval rovněž při vytváření školních učebnic. Navíc publikoval více než stovku historických studií. V době komunistického režimu psal z marxistických pozic.
Jeho dílo i postoje považují někteří jeho oponenti na Slovensku za kontroverzní, např. pro jeho někdejší ideovou kolaboraci s komunistickým režimem, současné ideové postoje či nekvalitu díla jej ostře kritizoval na stránkách historického časopisu Matice slovenské historik Ján Bobák, který je považován za zástupce slovenské „ľuďácké historiografie“.
Jako odborný poradce spolupracoval v roce 2004 na televizním dokumentárním filmu Miluj blížneho svojho režiséra Dušana Hudece. Film vypráví o pogromu, jenž se odehrál 24. září 1945 v Topoľčanech.
V roce 1999 mu byla udělena mezinárodní literární Cena Egona Erwina Kische. Je rovněž nositelem Ceny Slovenského literárního fondu a Českého fondu literatury faktu.
Je předsedou slovenské Nadácie charty 77 a místopředsedou Komise odborné a vědecké tvorby Programu Pro Slovakia.

## Ocenění
V roce 2017 byl oceněn prezidentem Slovenské republiky Andrejem Kiskou Řádem Ľudovíta Štúra I. třídy.

## Dílo
- Po stopách tragédie (Archa Brati. 1991)
- Malé dejiny česko-slovenských vzťahov. Spoluautor: Z. Fialová (Brat. 1996)
- Tragédia politika, kňaza a človeka: (Dr.Jozef Tiso 1887–1947). (Archa, Bratislava 1998)
- Hľadanie a blúdenie v dejinách (Kalligram Brat. 2000)
- Slováci na slovanských zjazdoch in: ed. Švorc, Harbuľová, Stredoslovenské národy na križovatke novodobých dejín 1848–1918 (Bratislava-Wien 1999)
- Politický testament Ľudovíta Štúra? in: Mýty naše slovenské, Ed. Eduard Krekovič, Elena Mannová (Academic Electronic Press SAV Brat. 2005)
- R. W. Seton-Watson’s Views of the Habsburg Monarchy, Ottoman Empire and Russia in: Great Britain and Central Europe 1867–1914 ed. Ewans – Kováč – Ivaničková (Veda Vydavateľstvo SAV Brat. 2002)
- Slovenský stát (1939–1945), ze slovenštiny přeložila Eva Vondrášková, (nakladatelství Anomal, Praha, 1992)